# Lorenzo Luzuriaga Medina
Lorenzo Luzuriaga Medina (Valdepeñas, 1889 - Buenos Aires, 1959) va ésser un pedagog i educador espanyol.
Deixeble de Francisco Giner de los Ríos i d'Ortega y Gasset, es va moure en les coordenades de Dilthey, tot i que no acceptà el seu historicisme.
El 1922 fundà la Revista de Pedagogía a Madrid.
Entre altres càrrecs va ser secretari tècnic del ministeri d'Instrucció Pública durant la Segona República Espanyola.
A l'exili fou catedràtic de les universitats de Tucumán i Buenos Aires, i director de l'editorial Losada.
La seua producció bibliogràfica és molt extensa i abraça des de la història de la pedagogia fins a la vulgarització dels nous corrents educatius.

## Obres
- La enseñanza primaria en España, (1915).
- La preparación de los maestros, (1918).
- El analfabetismo en España, (1919).
- La escuela unificada, (1922).
- Las escuelas nuevas, (1923).
- Escuelas de ensayo y reforma, (1924).
- Escuelas activas, (1925).
- La educación nueva, (1927).
- Bases para un anteproyecto de Ley de Instrucción Pública inspiradas en la idea de la escuela única, (1931, reedició de la seua obra de l'any 1918).
- Ideas para una reforma constitucional de la educación pública, (1931).
- La escuela única, (1931).
- La nueva escuela pública, (1931).
- La educación nueva, (1942).
- La pedagogía contemporánea, (1942).
- Reforma de la educación, (1945).
- Historia de la educación pública, (1946).
- Pedagogía, (1950).
- Pedagogía social y política, (1954).
- Antología pedagógica, (1956).
- La Institución Libre de Enseñanza y la educación en España, (1957).
- Diccionario de pedagogía, (obra pòstuma).